# Boulevard Gambetta (Limoges)
Pour les articles homonymes, voir Boulevard Gambetta.
La boulevard Gambetta est une rue du centre ville de Limoges

## Situation et accès
Le boulevard Gambetta effectue le contournement sud-ouest du centre-ville de Limoges.

## Origine du nom
Il doit son nom actuel à Léon Gambetta (1838-1882), homme politique, membre du gouvernement de la défense nationale en 1870, président du Conseil.

## Bâtiments remarquables et lieux de mémoire
- no 3 : l'aquarium du Limousin, aménagé dans un ancien réservoir d’eau souterrain et voûté de la ville.
- no 11 : le tribunal d'instance.
- no 23 : siège et studio de France Bleu Limousin.
- no 56 : derniers vestiges des anciens remparts médiévaux de la ville du Château de Limoges.
- no 71 : immeuble où le peintre Auguste Renoir est né le 25 février 1841. Il a passé là les trois premières années de sa vie. Son père, Léonard Renoir, était tailleur et sa mère, prénommée Marguerite, couturière. Une plaque commémorative est apposée sur la façade.